# Bollé (entreprise)
Pour les articles homonymes, voir Bollé.
Bollé est une marque française d'équipement sportif de lunettes, masques de ski et casques fondée en 1888, à Oyonnax.
La marque est aujourd'hui basée à Villeurbanne, en région lyonnaise au sein du groupe Bollé Brands.

## Histoire
L'entreprise Bollé fut fondée en 1888 par Séraphin Bollé à Oyonnax. L'entreprise se spécialise dans la fabrication de peignes jusqu'à la commercialisation de sa première paire de lunettes en 1946 avant de lancer sa première collection de lunettes de ski dans les années 1960.
La marque intègre plusieurs groupes tels que Bushnell Outdoor Products et Vista Outdoor en 2013, avant d'être cédée en 2018 pour devenir sa propre entité Bollé Brands, regroupée avec les marques Bollé Safety, Cébé, Spy et Serengeti.
Mi 2023, Bollé s'associe avec la maison de mode française Patou, pour lancer trois paires de lunettes de soleil, inspirées des lunettes de cycliste,.